# Lykta
För andra betydelser, se Lykta (olika betydelser).

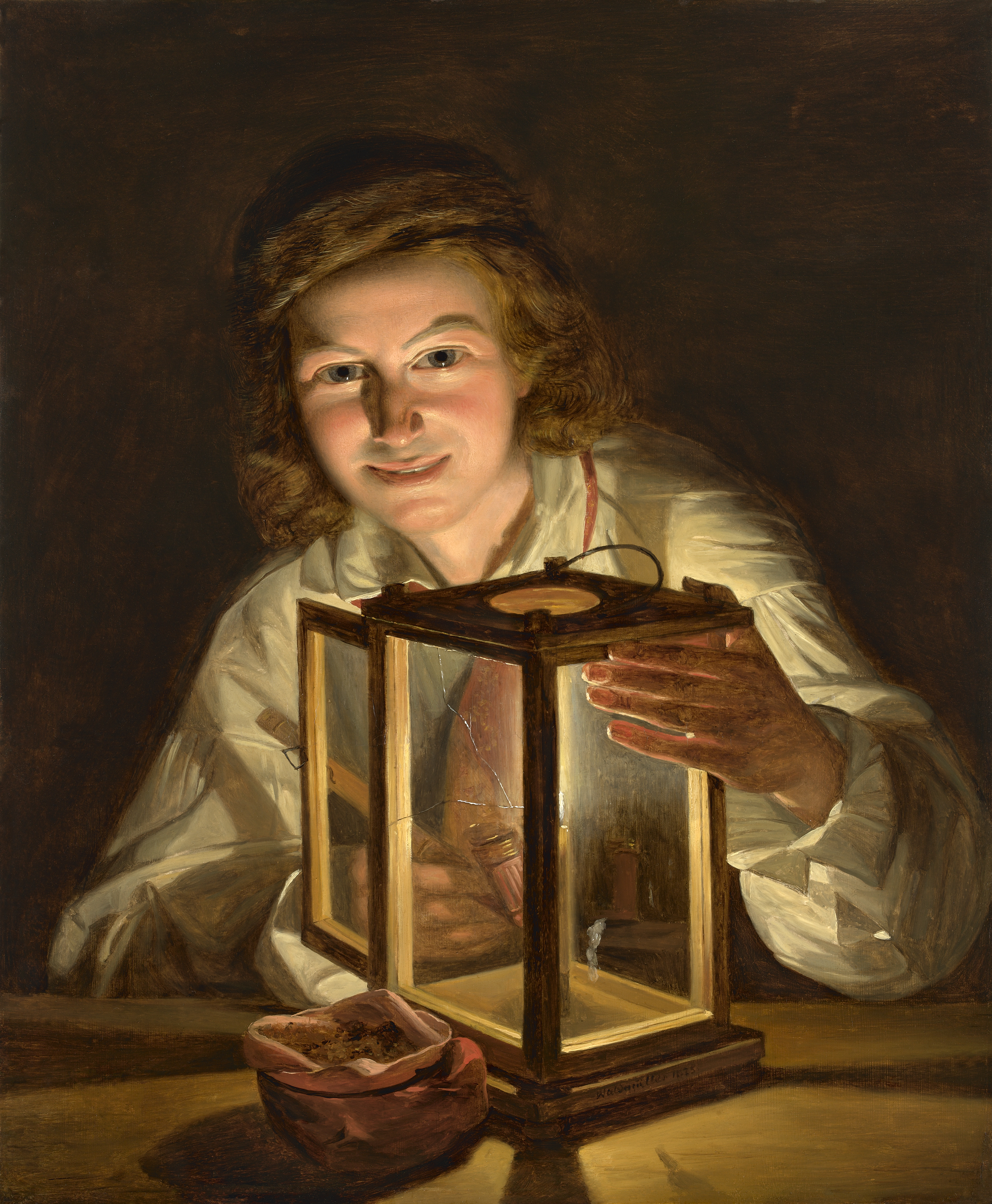
Målning av pojke med lykta.

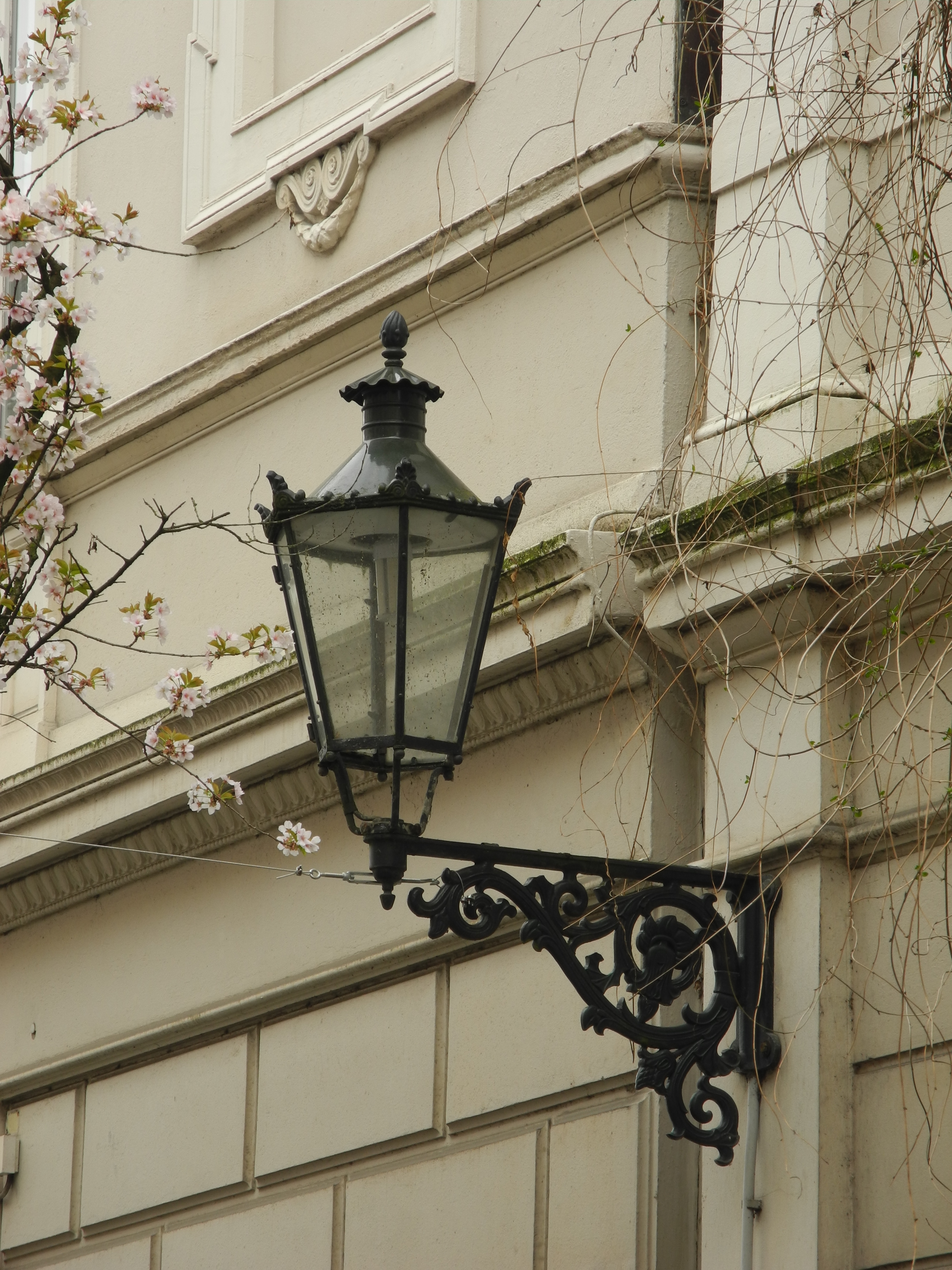
Gatlykta av äldre modell.

En lykta är en belysningsanordning, som kan vara fast eller flyttbar och som har ljuslågan skyddad, ofta helt innesluten, vanligen med glas. Ljuset kan alstras av fotogen, lampolja, levande ljus, gas eller elektricitet. Lyktor förekommer i en mängd material som metall, trä och papper. Lyktor kan även göras i mer obeständiga material som pumpalyktor till halloween eller snö- och islyktor på vintern. Vissa papperslyktor, så kallade svävande lyktor konstrueras så att de lyfter och skickas upp i luften med hjälp av varmluftsprincipen. 
Efter elektricitetens intåg används benämningen lykta även för eldrivna belysningskällor som gatlyktor och billyktor. I samhällen och längs större vägar finns i allmänhet elektriska lyktstolpar med gatlyktor. Manuellt tända gaslyktor användes i städer och samhällen fram till början av 1900-talet.  
Bärbara fotogenlyktor har i stor utsträckning ersatts av ficklampa, men förekommer fortfarande framförallt inom friluftsliv och som stämningsgivare. En bärbar lykta där skenet kommer från ett stearinljus och lyser genom plana paneler av glas kallas ibland stallykta. En särskild typ av stallykta där panelerna tillverkats av urinblåsan från gris kallas svinblåslykta.    
En ljuslykta är ett prydnadsföremål som mestadels används inomhus. Det kan vara en liten skål av färgat eller målat glas eller någon annan anordning för att ställa tända värmeljus i.
För navigationsljus på båtar och flygplan används ofta ordet lanterna, som annars mest används i historiska sammanhang.
Ordet lykta härleds från forntyskans lioht, det vill säga dagens tyska licht, som betyder "ljus".

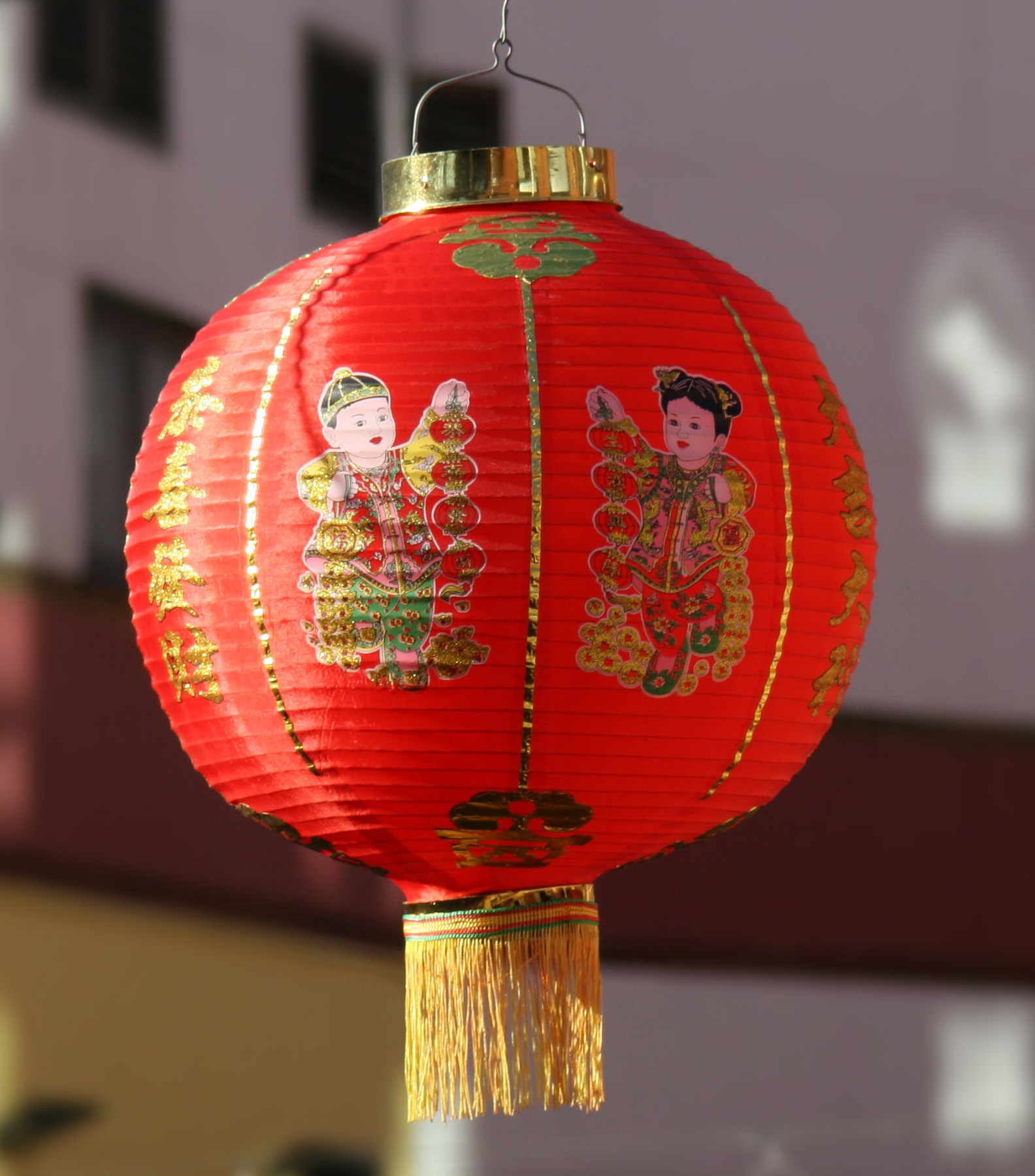
Papperslykta
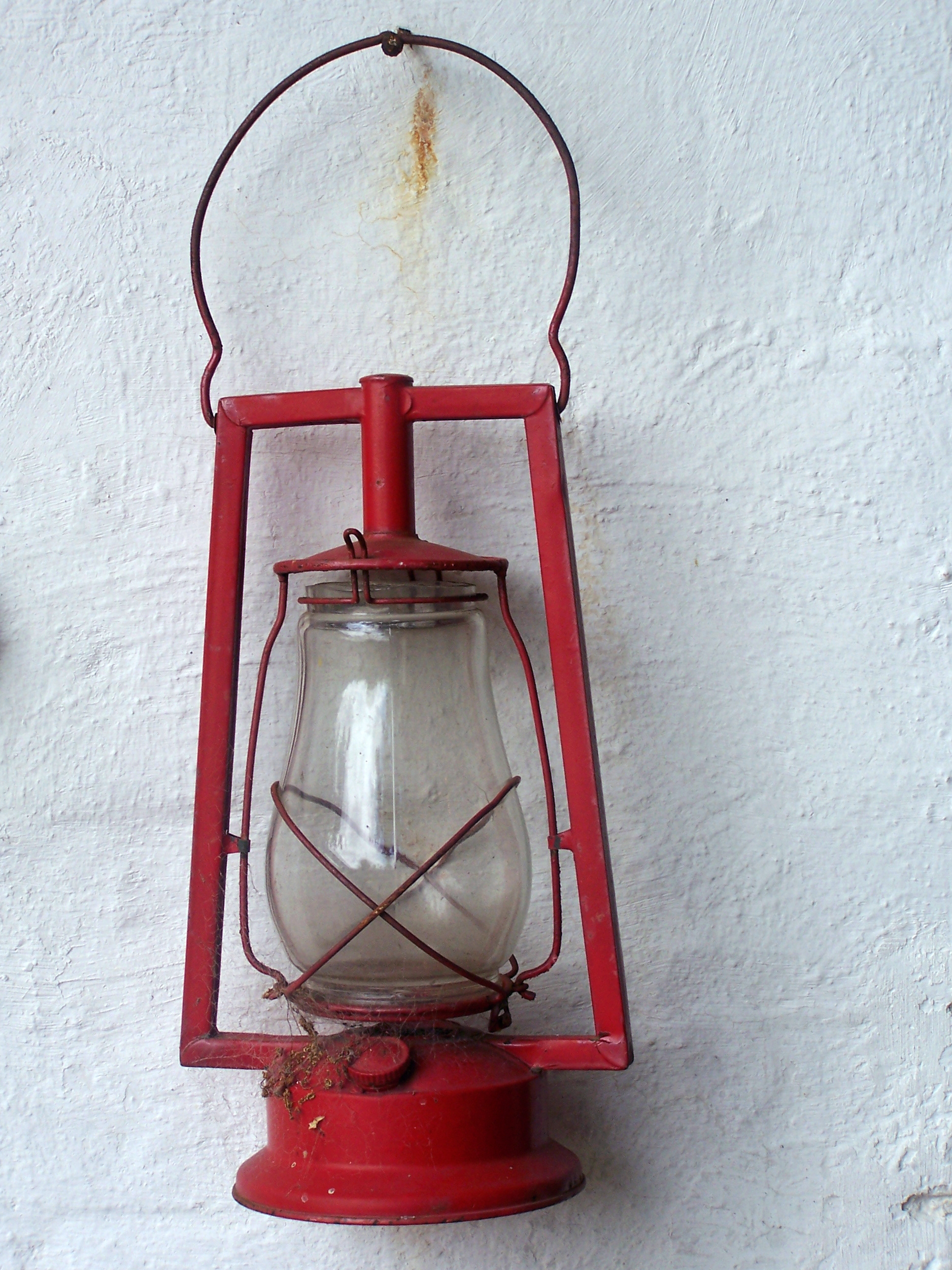
fotogenlykta i metall.
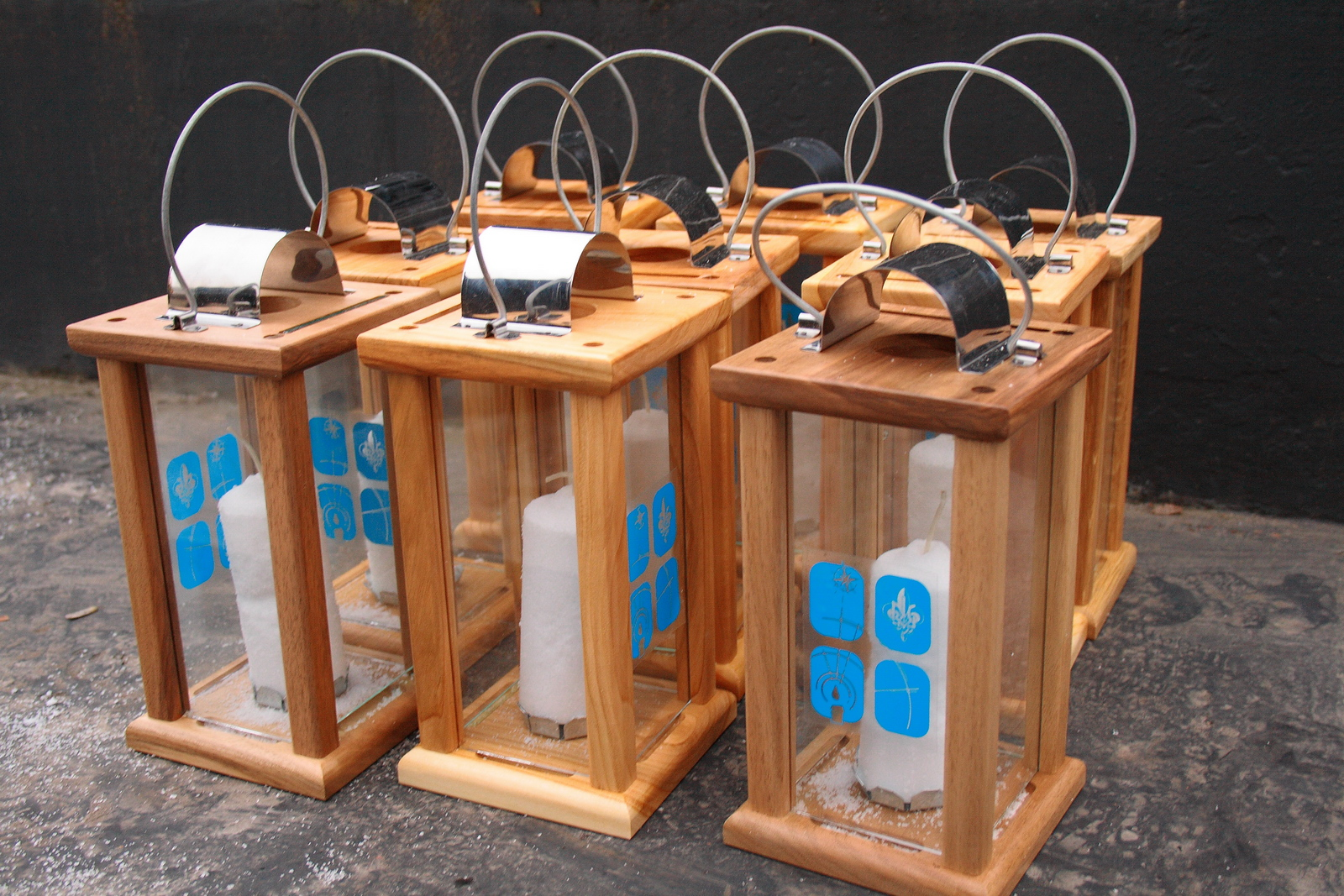
Stallyktor i trä med levande ljus.
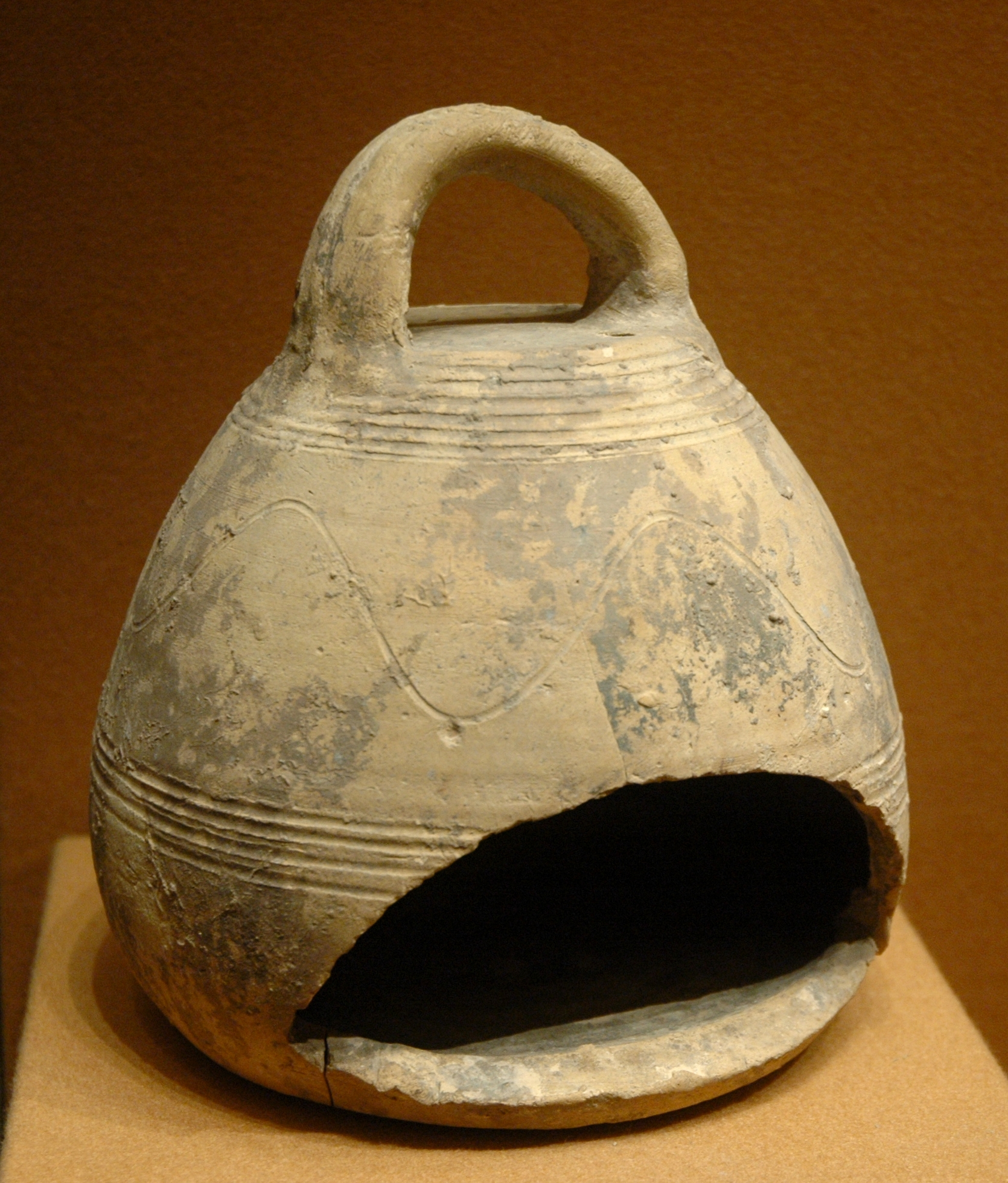
Lykta gjord av lera.